# Eau amère de Zaječice

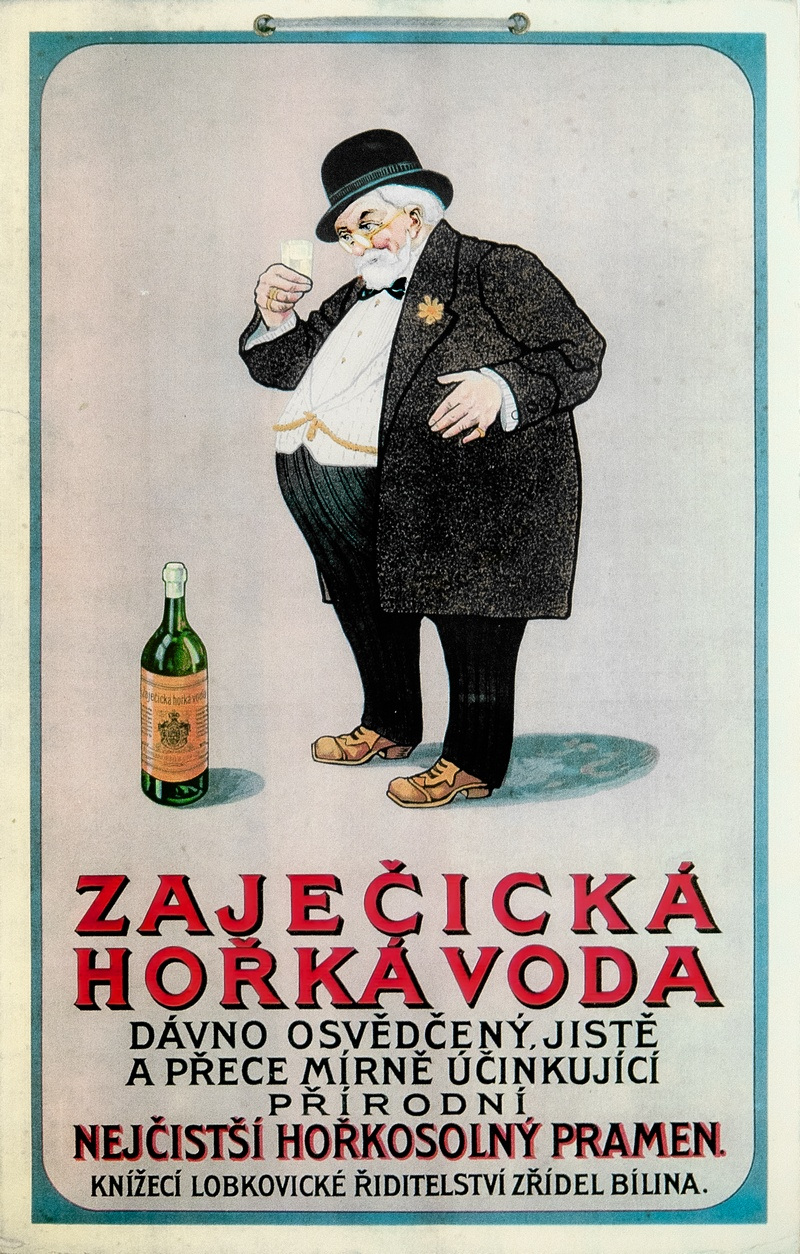
Publicité

L'eau amère de Zaječice (tchèque : Zaječická hořká, allemand : Saidschitzer Bitterwasser) est une eau amère naturelle fortement minéralisée provenant du hameau de Zaječice, dans la région d'Ústí nad Labem, en République tchèque. 

## Description
L'eau amère de Zaječice est connue depuis le XVIe siècle pour ses effets purgatifs et laxatifs doux. Elle jaillit d'un puits situé dans les environs de Zaječice, Korozluky et Sedlec. Elle se classe parmi les eaux minérales fortement minéralisées contenant du  sulfate de magnésium.
Au cours de l'histoire de la région, les eaux amères de Zaječice, (Seidschitz), Sedlec (Sedlitz), Korozluky (Kollosoruk) et Bylany (Püllna) étaient exportées dans le monde entier comme l'équivalent des produits à base de sel d'Epsom. Les marques commerciales pour les différents marchés étaient : Zaječická hořká, Seidschitzcher bitter-wasser, Sedlitz bitterwasser, Sedlitz water, Püllna wasser, Pillnaer bitter wasser.
Le sel obtenu par évaporation était transformé en pastilles digestives de Bilin. Grâce aux effets curatifs bien connus de l'eau Zaječická et Sedlická, la fin du XIXe siècle a vu se répandre le nom de poudre Sedlitz pour une poudre laxative, qui n'avait cependant rien à voir avec les pastilles digestifs de Bilin. La soi-disant poudre de Sedlitz, produite dans différents laboratoires, avait une composition chimique et des effets secondaires différents. 

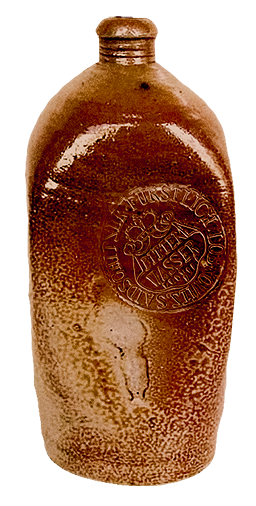
Vieille bouteille en argile
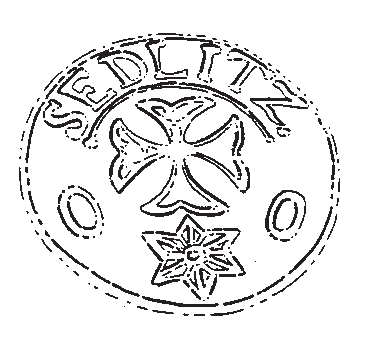
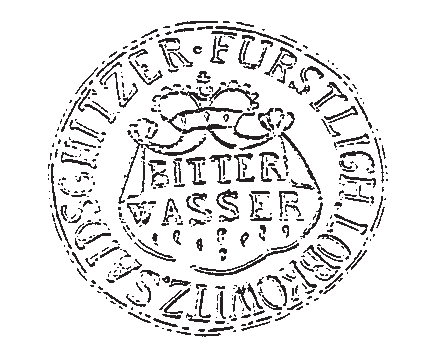
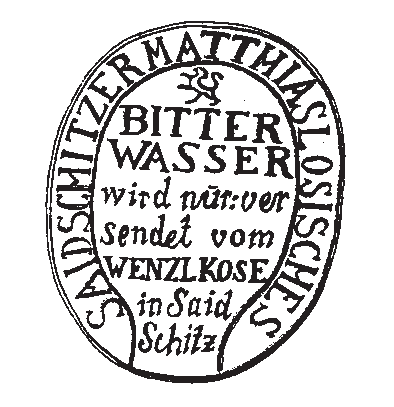
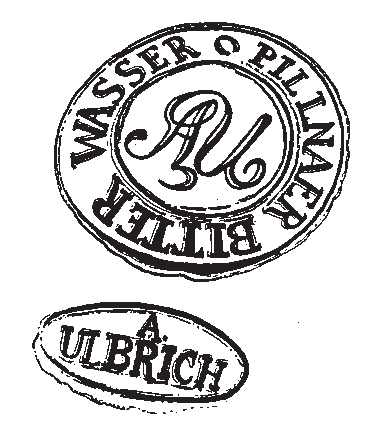